# Micro Machines (jeu vidéo, 1991)
Pour les articles homonymes, voir Micro Machines (jeu vidéo).
Micro Machines est un jeu vidéo de course développé et édité par Codemasters, sorti en 1991 sur NES. Le jeu a été adapté à partir de 1993 sur Amiga, CD-i, DOS, Master System, Mega Drive, Super Nintendo, Game Boy et Game Gear.

## Système de jeu
Micro Machines est un jeu de course en vue de dessus jouable à deux. Chaque joueur dirige des voitures miniatures sur des circuits à échelle humaine. La vue de dessus toujours orientée vers le nord garde le véhicule du joueur au centre de l'écran.

## Accueil
- Gen4 : 84 % (Amiga)[1]